# مركز تدريب سباتا

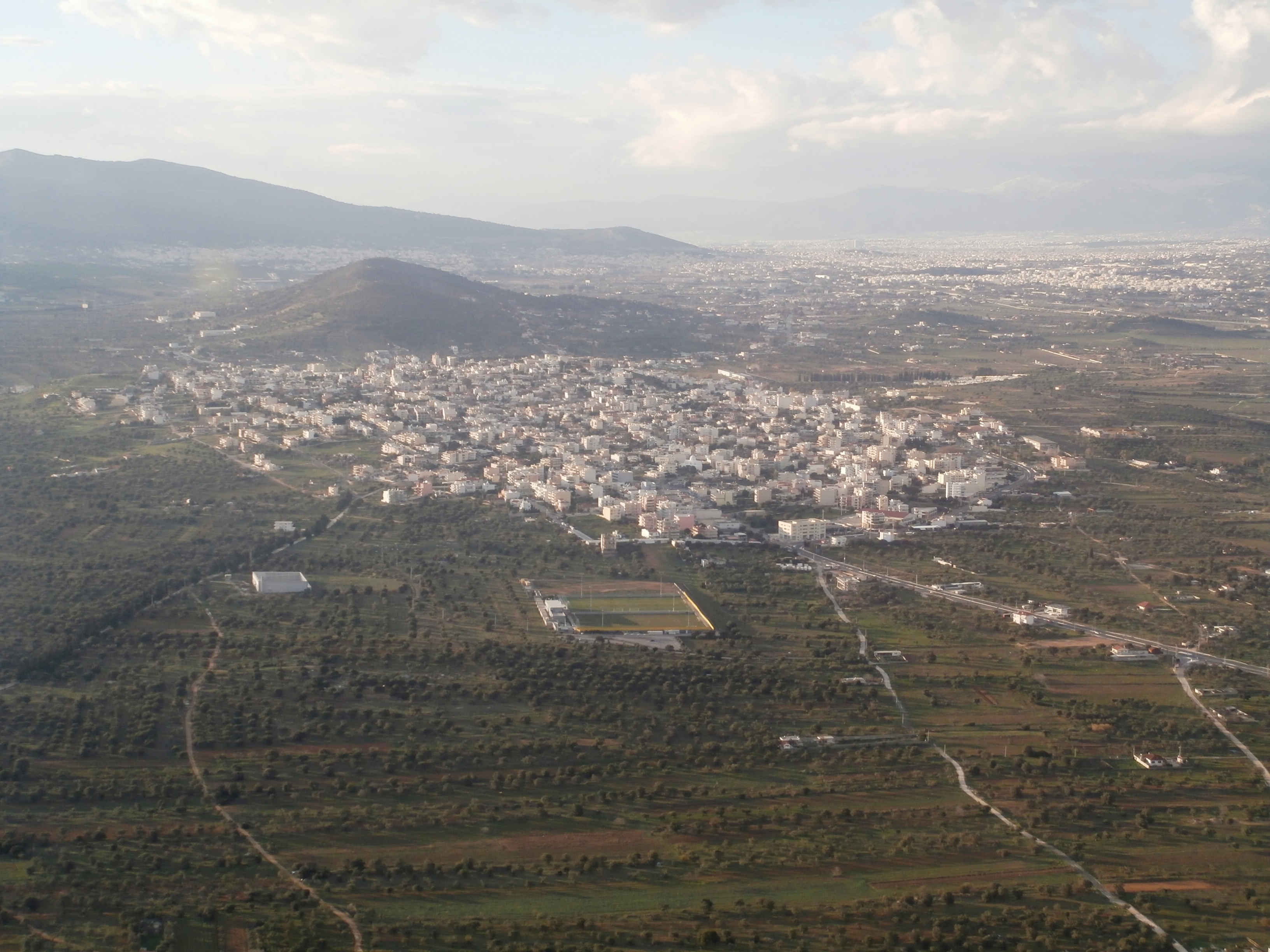

مركز تدريب سباتا (باليونانية: Προπονητικό Κέντρο Σπάτων) هو الاسم الذي يطلق على مجمع التدريب أيك أثينا، الواقع أقصى أثينا في سباتا بالقرب من مطار أثينا الدولي. استضافت أيضًا أكاديمية الشباب بالنادي، وقد حلت المنشأة محل مركز ثراكوماكيدونيس القديم للتدريب، والذي كان قيد الاستخدام حتى عام 2010.

## تاريخ
تم بناء مركز التدريب أيك اثينا الجديد المصمم هندسيًا منذ عام 2010 ويقع في سباتا، أتيكا. إنه موطن فريق النادي وأكاديمية النادي ومعترف به كواحد من أفضل الفرق في البلقان.
براعة المنشأة الحديثة-التي تضم ملاعب عشبية طبيعية، وملعب صناعي، ومناطق إعداد لاعبين من الطراز العالمي، ومجمع للعلاجة المائي وحمام سباحة، وغرفة مرتفعة، وصالة للألعاب الرياضية واسعة النطاق وأجنحة متخصصة لإعادة التأهيل الرياضي-ستدعم طموحات النادي في جذب وتطوير والاحتفاظ بأعلى المواهب جودة.
تمكن ديميتريس ميليسانيديس مؤخرًا من شراء 70 فدانًا أخرى من الأرض في هذه المنطقة، من أجل توسيع مركز التدريب في أيك أثينا، من خلال إنشاء المزيد من ملاعب كرة القدم والمباني لاستضافة لاعبي الفريق.
منذ عام 2014، الاسم الرسمي للمركز هو "OPAP Sports Center". في 4 يوليو 2018، تم طرح المركز الرياضي للمزاد الذي اشتراه ديميتريوس ميليسانيديس بسعر 3.5 مليون يورو ثم تبرع به لشركة AEK. إلى جانب المركز الرياضي، اشترى ميليسانيديس أيضًا 70 هكتارًا مقابل 5.5 مليون يورو إضافية تمت إضافتها إلى المساحة الأوسع لمركز التدريب الحالي وستكون هناك ملاعب إضافية إلى جانب التسهيلات الإضافية اللازمة لإعداد الفريق وضيافة اللاعبين.